# Beeldentuin Blue Bay
Beeldentuin Blue Bay is een beeldenpark bij het Blue Bay Golf & Beach Resort in Boca Samí, Curaçao, gelegen op een terrein van circa 2000 vierkante meter voor en naast Landhuis Blauw.

## Geschiedenis
De Stichting Beeldentuin Blue Bay is opgericht in 2017. De werken staan langs een beeldenroute die begint bij de entree van het resort en eindigt bij het landhuis, een voormalig plantagehuis.
Het eerste werk dat werd geplaatst was een keramieken totem van Ellen Spijkstra, gevolgd door werken van onder meer Giovanni Abath, Eddy Baetens, Herman van Bergen, Carlos Blaaker, Babs de Brabander Sr, Hortence Brouwn, Maghalie van der Bunt-George, Avantia Damberg, Rien te Hennepe, Ria Houwen, Nic Jonk, Yubi Kirindongo, Norva Sling, Omar Sling, Roberto Tjon-A-Meeuw, Gerrit van der Veen en Brigitte Wawoe. Anno 2022 stonden er 42 beelden van 29 kunstenaars. Zij zijn gemaakt van een breed scala aan lokale materialen.
Het bestuur van de Stichting Beeldentuin Blue Bay wil met de beelden niet alleen het toerisme bevorderen maar ook een impuls geven aan het kunstonderwijs in Curaçao. Een van de activiteiten is dan ook het schrijven van lesbrieven in het Papiaments en Nederlands voor het middelbaar onderwijs.
In januari 2019 bezocht een delegatie van museum Beelden aan Zee het beeldenpark. Het museum zal monumentale sculpturen van internationale kunstenaars tijdelijk aan het beeldenpark in bruikleen geven. In 2021 werd een tweede beeld van Nic Jonk geplaatst, Pacific Song. Het werk verbeeldt walvissen die met hun staart een hart vormen.
In november 2021 bracht prinses Beatrix een bezoek aan de beeldentuin, waar zij werd rondgeleid door Ellen Spijkstra. Op verzoek van prinses Beatrix was ook kunstenaar Yubi Kirindongo aanwezig.

## Selectie van tentoongestelde werken

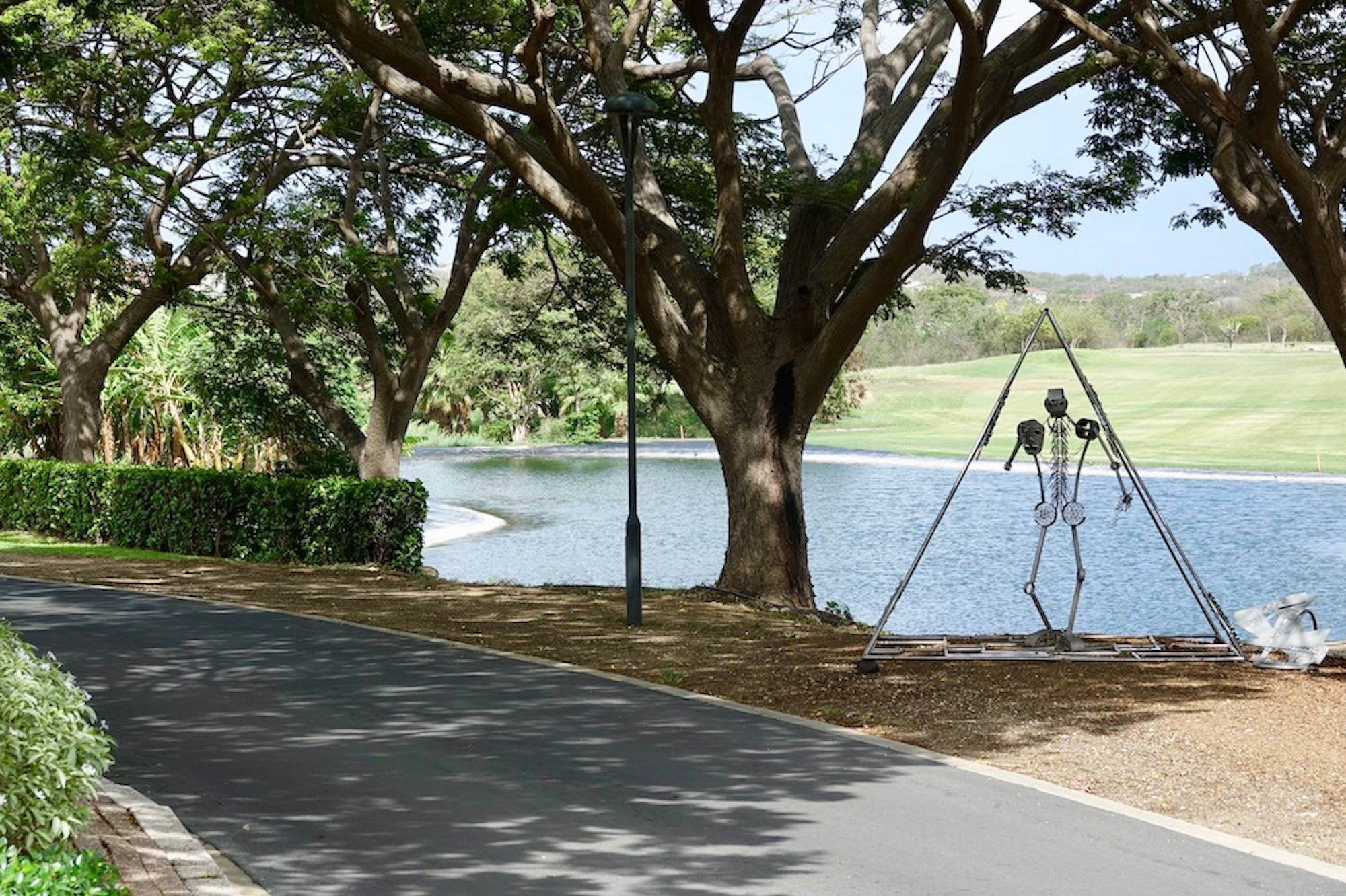
Man of Steel van Giovanni Abath
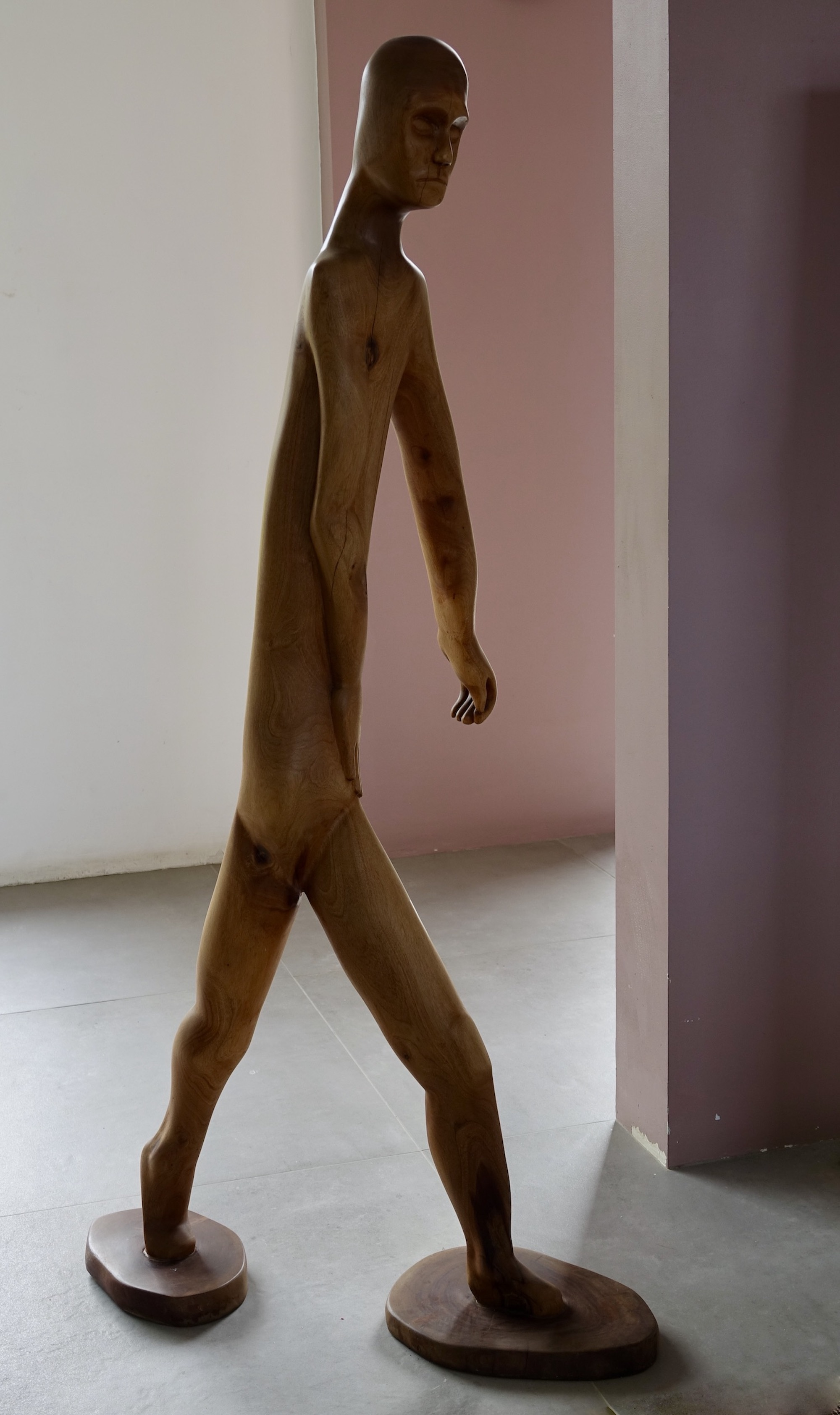
Johnny Walker still going strong van Eddy Baetens
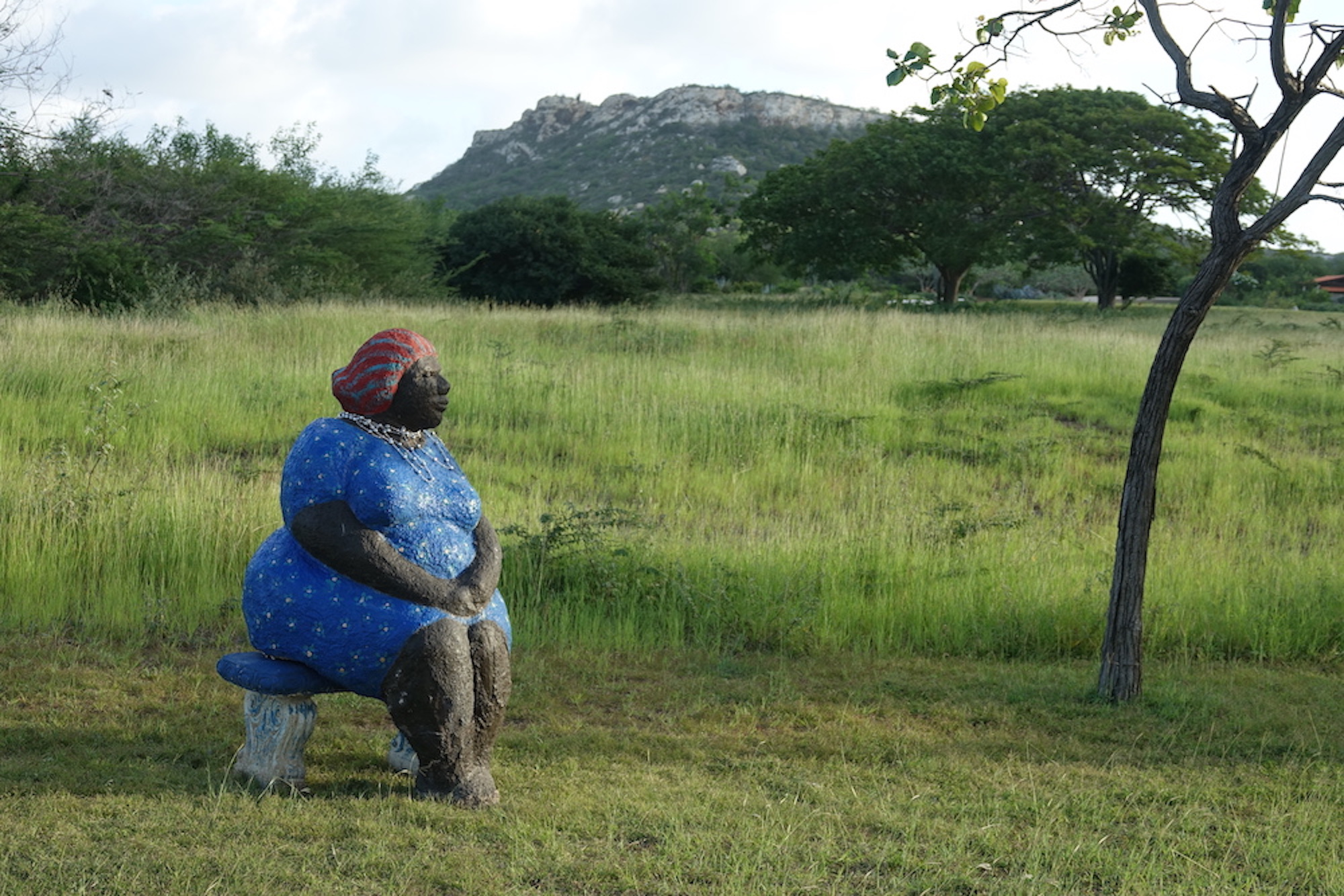
Big Mama van Hortence Brouwn
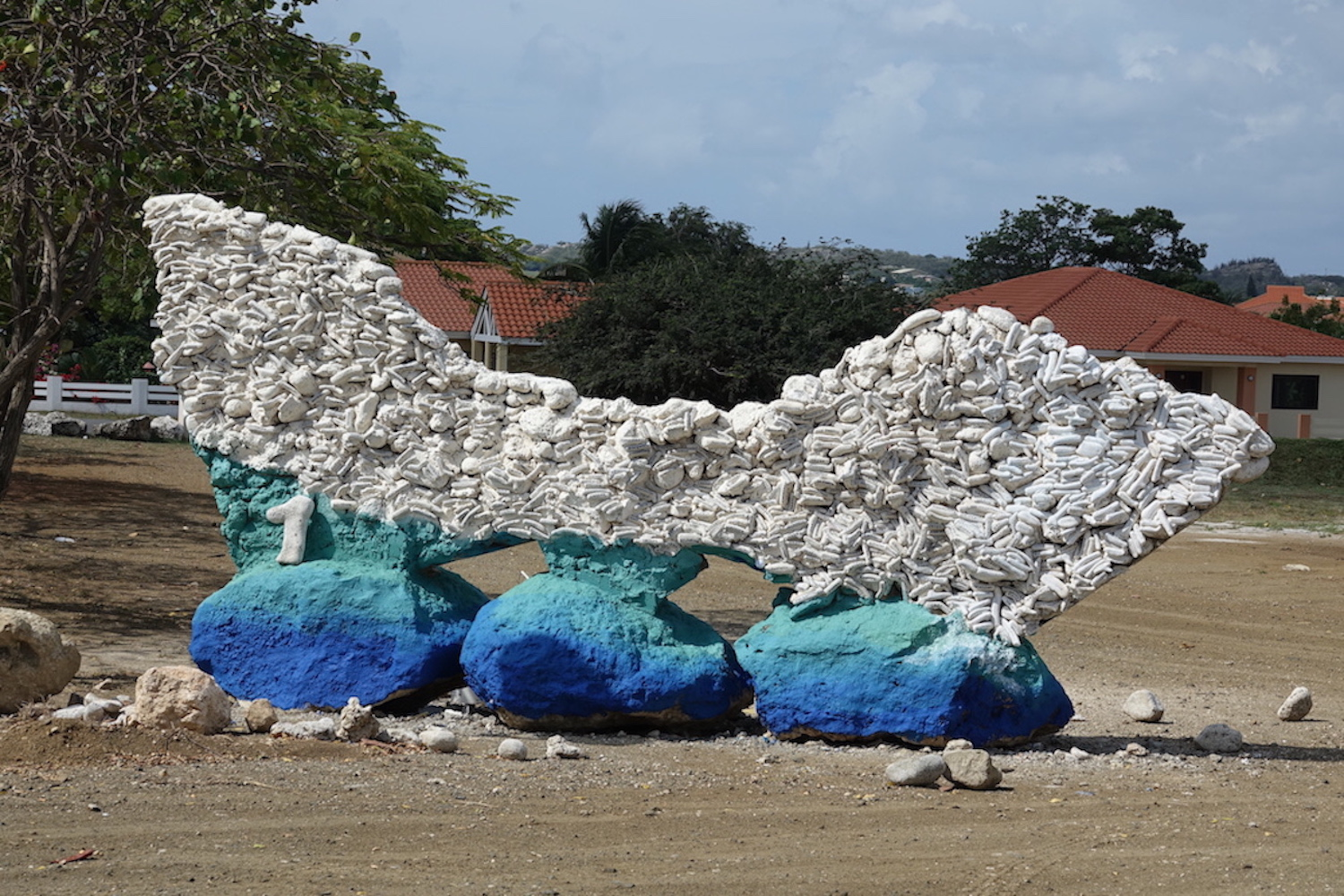
Map of Curaçao III van Avantia Damberg
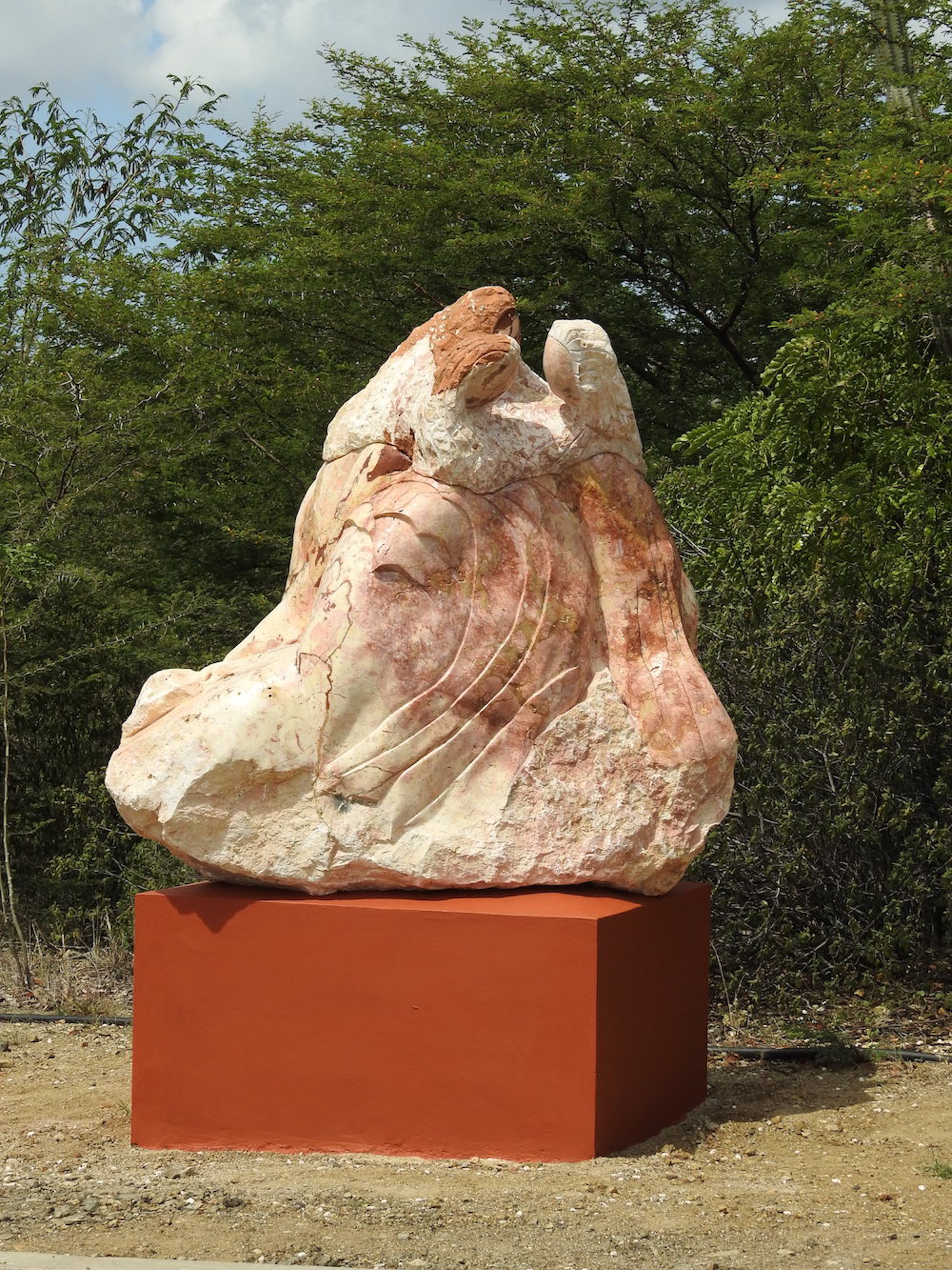
Redu van Rien te Hennepe
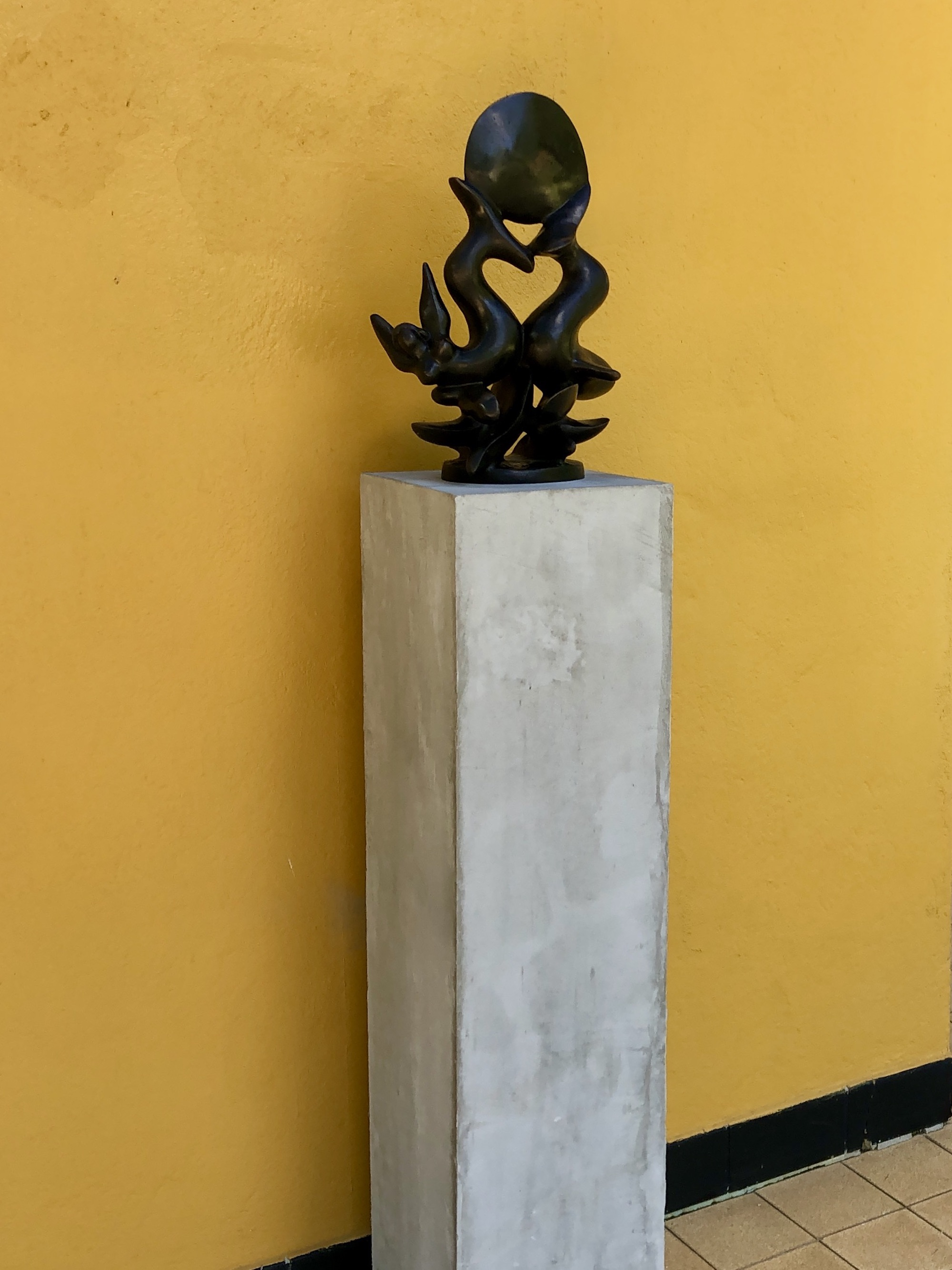
Pacific van Nic Jonk
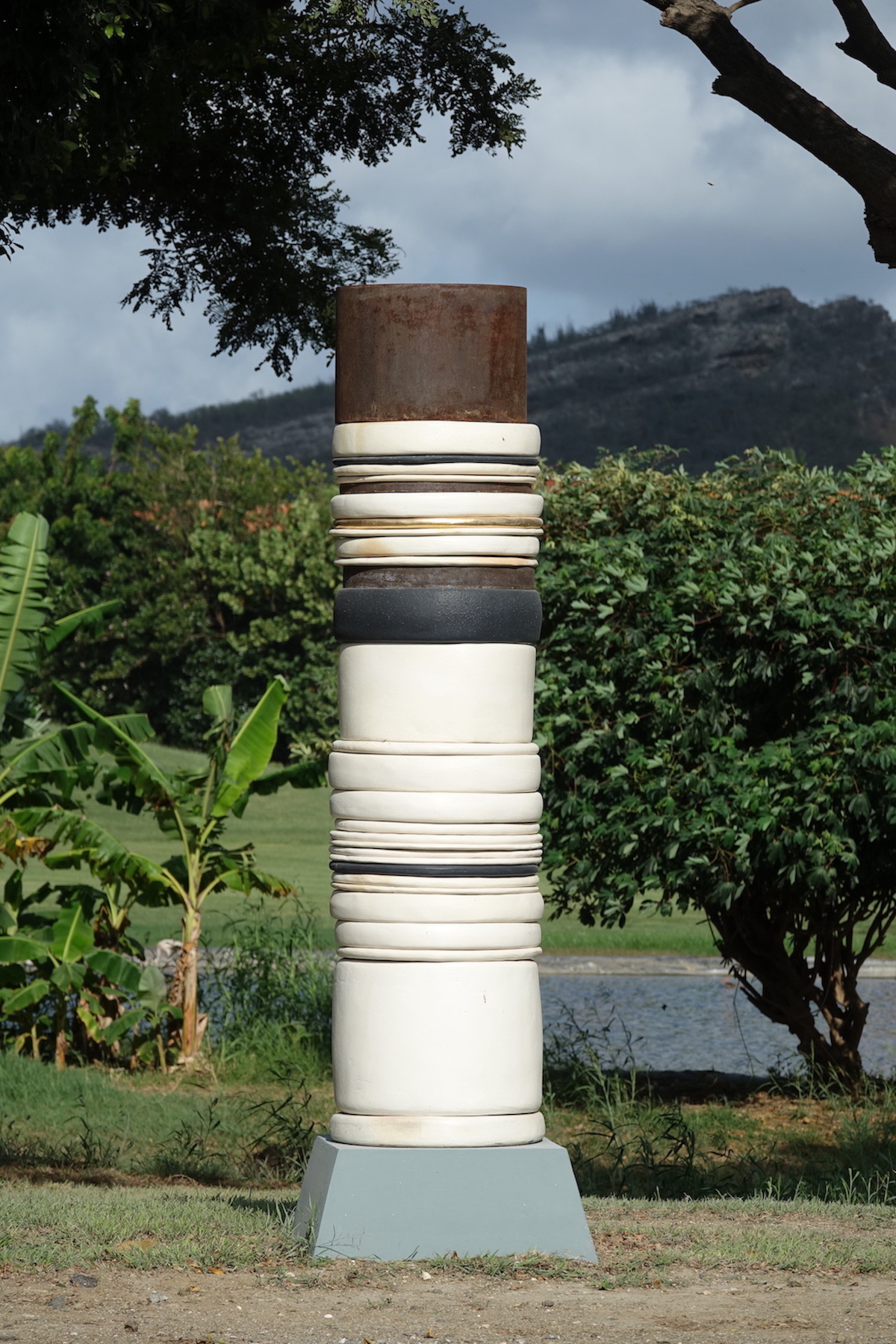
Door de jaren heen van Ellen Spijkstra
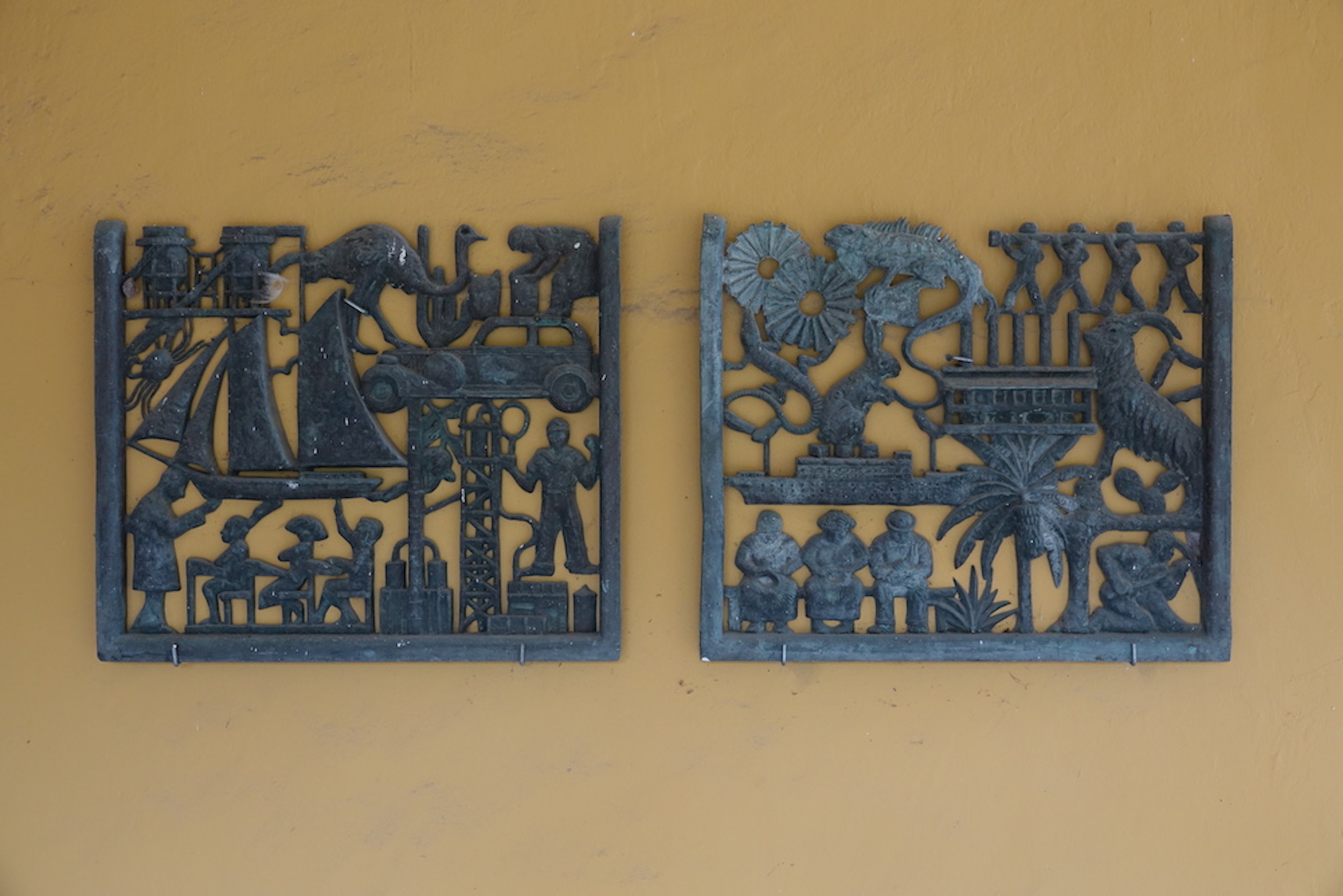
Lost monument van Gerrit van der Veen
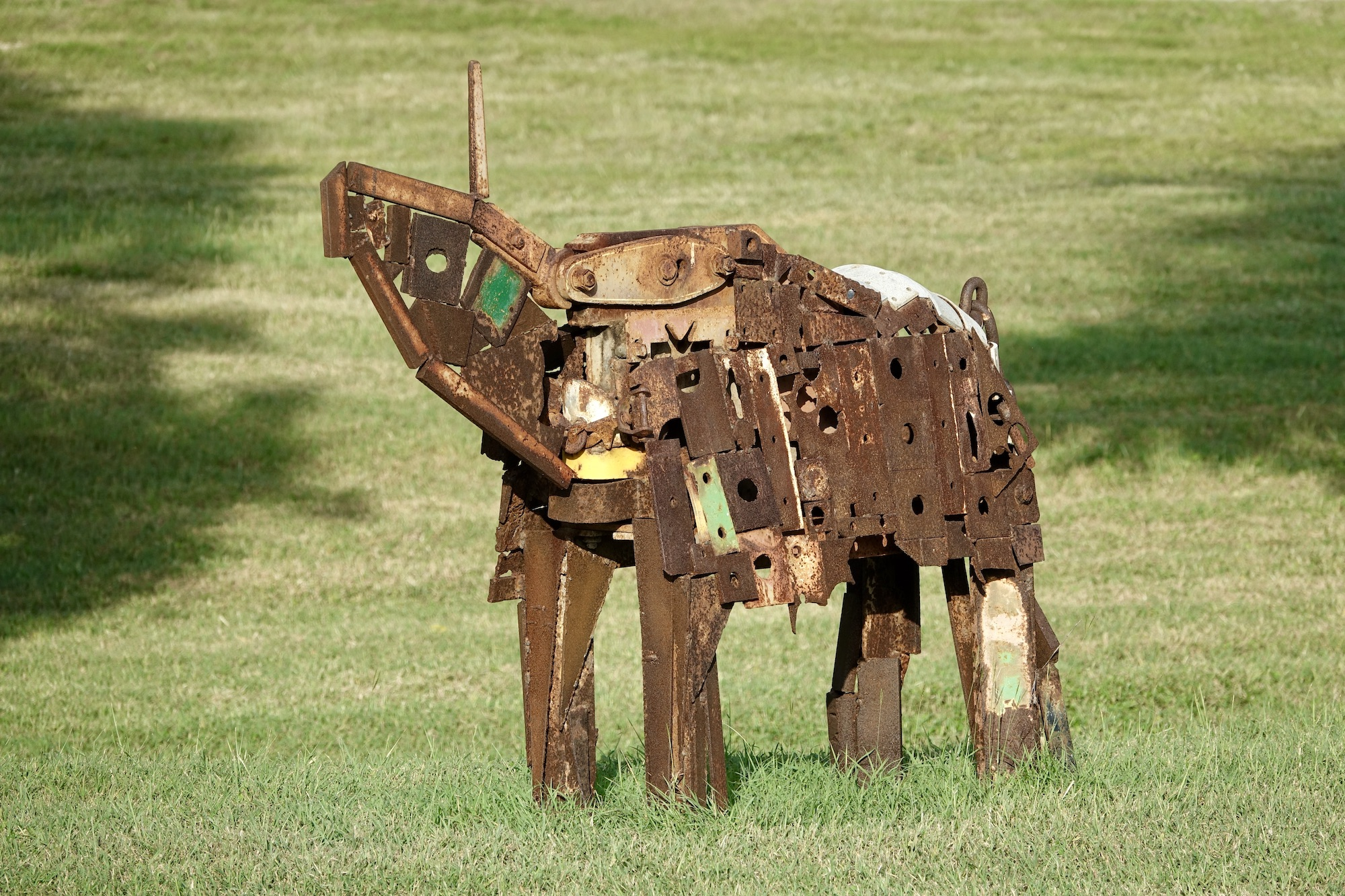
Eenhoorn van Brigitte Wawoe